# Île Bromwich
Pour les articles homonymes, voir Bromwich.
L'île Bromwich (en russe : Остров Бромидж) est une petite île de la terre François-Joseph, en Russie. 
Située à 3 km au nord-est de l'île Nansen, à 800 m de l'île Pritchett à l'est, dont elle est séparée par le détroit de Newcomb et à 2,5 km au sud-est de l'île Brice, séparée de celle-ci par le détroit de Sadko, de forme ovale, elle est couverte par une calotte glaciaire à l'exception de ses côtes.